# Nycterosea purpurea
Nycterosea purpurea là một loài bướm đêm trong họ Geometridae.